# The Tokyo Showdown
The Tokyo Showdown — перший живий альбом шведського мелодік дез-метал гурту In Flames. Він був записаний протягом їхнього японського туру 2000 року на їхньому шоу в Токіо.

## Список пісень
1. «Bullet Ride» (Clayman) — 4:41
2. «Embody the Invisible» (Colony) — 3:42
3. «Jotun» (Whoracle) — 3:33
4. «Food for the Gods» (Whoracle) — 4:24
5. «Moonshield» (The Jester Race) — 4:25
6. «Clayman» (Clayman) — 3:36
7. «Swim» (Clayman) — 3:21
8. «Behind Space» (Lunar Strain) — 3:52
9. «Only for the Weak» (Clayman) — 4:31
10. «Gyroscope» (Whoracle) — 3:25
11. «Scorn» (Colony) — 3:50
12. «Ordinary Story» (Colony) — 4:15
13. «Pinball Map» (Clayman) — 4:33
14. «Colony» (Colony) — 4:47
15. «Episode 666» (Whoracle) — 3:37

## Список учасників

### Члени гурту
- Андерс Фріден — вокал
- Єспер Стрьомблад — гітара
- Бйорн Гелотте — гітара
- Петер Іверс — бас-гітара
- Даніель Свенссон — ударні

### Випуск
- Мікшинг і продюсування — Андерс Фріден і In Flames на Studio Fredman весною 2001.
- Мастеринг — Göran Finnberg на The Mastering Room.
- Обкладинка і дизайн — Ніклас Сундін і Cabin Fever Media.
- Фотографія — Masayuki Noda